# ادوارد بوخنر
ادوارد بوخنر (به آلمانی: Eduard Buchner) (زاده ۲۰ مهٔ ۱۸۶۰ - درگذشته ۱۳ اوت ۱۹۱۷) شیمی‌دان و مخمرشناس آلمانی بود. وی در سال ۱۹۰۷ میلادی موفق به کسب جایزه نوبل شیمی شد.